# Pikk Hermann
Le Pikk Hermann (français : Grand Hermann) est une tour du Château de Toompea, sur Toompea, la colline surplombant Tallinn, la capitale de l'Estonie. 

## Présentation
La première partie a été construite dans les années 1360-70. Il a été reconstruit au XVIe siècle. Un escalier avec 215 marches mène au sommet de la tour. La tour comporte 10 étage, et son sommet est une plate-forme d'observation.
Le Pikk Hermann est situé à côté du Riigikogu, le parlement estonien, et le drapeau qui flotte au sommet, à 95 m  au-dessus du niveau de la mer. Il s'agit d'un symbole national important, car selon la tradition le drapeau qui flotte au sommet de cette tour est celui du maître de l'Estonie.
Le drapeau estonien aux dimensions de 1,9 m par 3 m , est hissé tous les matins au son de l'hymne national et amené tous les soirs avec la chanson "Mu isamaa sur minu bras" (Ma Patrie est Mon Amour).